# Die Unterwasserstädte
Die Unterwasserstädte (Originaltitel: Orașele scufundate) ist ein Zukunftsroman des rumänischen Schriftstellers Felix Aderca. Felix Aderca zählt zu den wichtigsten Vertretern der rumänischen Moderne.

## Handlung
Der rumänische Dichter schildert ein Leben der Menschheit auf dem Meeresboden. Dorthin haben sich Menschen vor langer Zeit zurückgezogen, auf der Flucht vor der unwirtlichen Landoberfläche, deren Sonne sich mehr und mehr verdunkelte. Die Menschen leben in Abhängigkeit von einem unterirdischen Vulkan als Energiequelle und aufgeteilt nach Rassen in drei unterirdischen Städten: die verweichlichten, durchgeistigten Herrenmenschen, die organisierten Verwaltungsmenschen und die wilden, muskulösen Arbeitsmenschen, genannt Mariannen. Die Abhängigkeit von der unterirdischen Quelle diktiert das Leben der Unterwassermenschen. Doch auch diese Energiequelle schwindet. Nach dem Tod des Präsidenten, der zeit seines Lebens an einer neuen und unabhängigen Energiequelle geforscht hatte, kristallisieren sich im Kreise der Regierung zwei konträre Positionen heraus: Entweder weiter in das Erdinnere vorstoßen, um eine irdische Energiequelle anzuzapfen oder mit einer Rakete die Wasseroberfläche durchstoßen, um einen anderen Planeten zu besiedeln.

## Entstehung und Herkunft
In der Literatur war Aderca einer der ersten, der die organische Veränderung dauerhaft unter der Meeresoberfläche lebender Menschen hypothetisch formulierte. Der Roman „Die Unterwasserstädte“ erschien 1932 im Feuilleton der Zeitschrift Realitatea ilustrata als Fortsetzungsgeschichte. Der in der Tradition der literarischen Moderne und des Expressionismus stehende Aderca stellte in diesem Roman die Frage nach einem neuen Menschenbild und der Abhängigkeit von einer Energie. Aderca zeigt so vor dem Hintergrund der Moderne und vor dem sich abzeichnenden faschistisch-autokratischen Regimes in Rumänien eine beklemmende Zukunftsvision. Schon damals spielte Energie eine große Rolle, Rumänien war einer der Haupterdölproduzenten Europas, seine Erdölfelder waren schon im Ersten Weltkrieg umkämpft.
Felix Aderca veröffentlichte seinen Roman unter dem Namen Leone Palmantini mit dem Titel X-O Romanul viitorului, zu Deutsch X-O Der Roman der Zukunft. Die erste Buchausgabe erschien 1936 unter dem Titel Orasele inecate bei dem Verlag Vremea in Bukarest. 1966 erschien dann eine Neuausgabe mit dem Titel Orasele scufundate. Die rumänische Ausgabe von 1936 führt noch als Vorspann ein Nietzsche-Zitat, das in späteren Ausgaben nicht mehr auftaucht. Eine deutsche Übersetzung von Erich Mesch erschien 1970 in Bukarest. Die im Heyne Verlag erschienene Ausgabe von 1977 wurde um den Prolog und den Epilog gekürzt, die noch bei der rumänischen Ausgabe von 1966 erscheinen. Der Autor stellt in seinem Roman die Frage, was wäre, wenn die Menschheit unter künstlichen atmosphärischen Bedingungen leben würde.

## Zukunftselemente

### Technik
Der Science-Fiction-Roman mit beinhaltet mehrere szientistische Elemente. Der im Sterben liegende Präsident Pi (Verweis auf Kreiszahl Pi) arbeitete bis zuletzt an der Energiegewinnung aus der Kernverschmelzung. Ferner werden gleich zu Beginn des Romans auch ein Gezeitenkraftwerk erwähnt, sowie eine Bildscheibe als eine Art Bildtelefon: “Auf der Silberscheibe, deren Drehzahl sie als Spiegelscheibe erkennen läßt, ist das bleiche Gesicht von Ingenieur Wann zu erkennen”. Als einer der „Erfinder“ der Zerlegung und Wiederzusammenfügung von Bildern über eine lange Wegstrecke gilt Paul Nipkow, dem am 6. Januar 1884 ein Patent für ein elektrisches Teleskop erteilt wurde und er dem heutigen Fernsehen den Weg bereitete.
Aderca erwähnt das Fernsehen im Zusammenhang mit der Übertragung einer Tanzvorführung in der Unterwasserstadt: „Doktorchen, wollen wir uns nicht auch die Aufführung ansehen?“ Ohne eine Antwort zu erwarten, trat sie zu der Seitenwand und schaltete das Fernsehgerät ein. Auch hier antizipiert Aderca technischen Entwicklungen von der Funkübertragungen bewegter Bilder. Die Fernsehübertragungen, sowie die im Roman verwendeten Bildtelefone gehören genuin zu der Organisationsstruktur der Stadt, denn die auf dem Meeresboden entfernt voneinander liegenden Unterwasserstädte bedürfen nicht nur der im Roman beschriebenen untertunnelten Zugverbindungen, sondern auch eines perfekten Fernmeldewesens.

### Energiegewinnung
In den Anfangskapiteln des Romans Die Unterwasserstädte scheint alles auf die verzweifelte Suche nach dem fehlenden Gas für die Kernfusionslampe hinzuführen. Das sechste Kapitel “das achte Gas” beschreibt die Abhängigkeit von der Energie und die Erlösung durch die Kernverschmelzung: „Anstelle der massigen Turbinen, die nur mühevoll unter der Wasseroberfläche gehalten werden, könnten die Menschen die Elektrizität, die durch Kernfusion entstand, mit kleinen Geräten am Meeresboden bequem auswerten.“ Die künstliche Atmosphäre der Zivilisation im Meer mit den den Menschen bereitgestellten Grundkonstanten wie Luft und Licht, droht zu verschwinden. Die maschinell erzeugte und technologisch geregelte Lebensumgebung ist nun doch nicht besser als die Erdatmosphäre. Doch in Adercas Roman scheint die Erlösungshoffnung nur in der Wissenschaft zu liegen: Die Energie aus der Kernschmelze soll die Unterwasserstädte retten. Als der Vulkan immer weniger Energie liefert und die rettende Technik nicht gefunden wird, bleibt nur noch die Wahl weiter ins Erdinnere vorzustoßen oder mit einer Rakete einen neuen Planeten zu besiedeln. Aderca stellt die Frage nach einer Dauerhaftigkeit einer künstlichen Welt, falls die von Menschenhand erschaffene, auf neue Technologien gestützte Welt technischen Versagens nicht funktionieren sollte.
Im Roman bleibt der Ausweg, weiter in das Erdinnere vorzustoßen. Mit den letzten Energiereserven werden zwei riesige Bohrer angetrieben. Alles versammelt sich in der neuen, vorläufigen Stadt Formosa. Die alten Städte werden aufgegeben und zerstört. Doch die von Ingenieur Whitt vorangetriebene Hoffnung, weiter in das Erdinnere vorzustoßen, erweist sich als Irrweg. Als letztes Mittel schlägt Whitt nun die Vernichtung der Marianen vor. Die zu ihrer Erhaltung notwendige Energie soll für den Bohrer verwandt werden, der- weiter hineingetrieben in das Erdinnere, der Menschheit einen neuen Ort sichern soll. Whitts Plan sieht vor die alte Stadt Mariana zu überfluten, die Marianen sollen zugunsten der „intellektualisierten“ Hawaiianer und Ceylonesen getötet werden. Doch nun vollzieht sich eine unerwartete Wendung. Der verantwortliche Ingenieur Iran, ein Mariane, stürmt die neue Stadt Formosa und begräbt die Haiwaianer und Ceylonesen in ihrer Stadt. Als alles vergebens zu sein scheint, findet der Ingenieur Xavier das letzte fehlende Element, nämlich Sauerstoff, um mit diesem die Lampe mit den acht Kegeln, die Kernfusionslampe, die unendliche Energie liefern wird, anzutreiben. Der Ingenieur Whitt bleibt mit der neuen Energiequelle, der Kernfusionslampe, im Erdinneren zurück, um eine neue Menschheit zu gründen.

## Deutung und Analyse
Im Bereich der langen Tradition literarischer Zukunftsentwürfe zählt Adercas Roman zu den negativen Utopien. Dargestellt wird eine Fluchtutopie. Die langsam erkaltende Sonne bot keine Überlebensmöglichkeiten für die Menschheit, so dass diese sich eine künstliche Welt auf dem Meeresgrund errichten musste, die bereits den Keim der Zerstörung in sich trägt. Die unterirdische Energiequelle, der langsam erkaltende Vulkan, droht zu versiegen. Aderca verleiht seiner Geschichte einen versöhnlichen Schluss, trotz der Analogien zu Rassenwahn und Vernichtungswillen. So ist an einer Stelle des Romans zu lesen: „Überall herrschte eine Niedergeschlagenheit und Starre wie in einem Zwangsarbeiterlager.“
Die Szenerie einer auf den Meeresboden flüchtenden Menschheit hat ihre Wurzeln in der Utopie des 18. und 19. Jahrhunderts. In der technisierten Gesellschaft traten neue Utopien neben bis dahin wirksamen christlichen Jenseitsvorstellungen. Die nicht mehr so einfach durchgesetzte Vorstellung vom Weltenende gab den Raum frei für neue Allmachtsvorstellungen. Da das Leben der Menschheit durch Überbevölkerung und Katastrophen gefährdet sei und ihr durch das Verlöschen der Sonne der Kältetod drohe, müsse die Menschheit die Erde verlassen und in den Weltraum umziehen. Diesem „Weltfluchtgedanken“ folgt Aderca mit dem „Setting“ seines Romanes. Doch Aderca spielt mehr mit der anthropologischen Dimension der Technik. Im Roman „Die Unterwasserstädte“ wird deutlich, dass den Ingenieur Whitt bei seiner Suche nach der „Kernfusionsformel“ ein zusätzlicher Impetus antreibt. Er möchte die „Marianen“, die bislang als Arbeiter in der Erzlagerstadt Mariana als Energielieferanten unentbehrlich sind, entbehrlich machen, indem alle Marianen getötet werden. Der drohende Untergang der Städte im Meer soll mit einer neuen Energie entgegengewirkt werden, eine neue Technologie, nämlich die Kernfusionsmaschine, wird zum Rettungsanker einer der Technik ausgelieferten Menschheit.

## Motive Adercas
Im Jahr 1932 in dem der Roman in der Zeitschrift Realitatea ilustrata erschien, spielt nicht nur das politische Klima, sondern auch die künstlerische Position Adercas als Mitglied der rumänischen Avantgarde eine Rolle. Sein Roman ist ein durch und durch technologischer Roman, deshalb und aufgrund seiner populären Verbreitung erhielt sein Buch später die Etikettierung als frühe Science Fiction. Die Technik besitzt hier eine anthropologische Komponente, denn sie dient am Ende zur Vernichtung eines Teiles der im Meer lebenden Menschen. Zusammenfassend stellt sich die Frage nach der kulturellen Imagination einer Unterwasserwelt in Adercas Roman. In der Buchausgabe von 1935 vorangestellte Nietzsche Zitat geht um die Schaffung eines neuen Menschen und einer neuen Zivilisation im Gewand eines sich technologischer Elemente bedienenden Romans. In Adercas in der Zukunft spielender Geschichte führt die Herausbildung neuer „Rassen“ als Antwort auf die von den Menschen erschaffene künstliche Umgebung zu dem Problem der Auswegslosigkeit einer neuen Zivilisation. Als Rahmen einer künstlichen Umgebung wählt der rumänische Dichter und Schriftsteller die Unterwasserwelt. Die Vorstellung einer künstlichen, durch den Menschen erschaffenen Welt passt zum Übermenschen.

## Politischer Hintergrund
Der rumänische Schriftsteller lässt in seinem utopischen Roman das Ende offen. Beiderlei ist möglich: Die Errettung der künstlichen Welt durch eine Erfindung (Kernfusion) oder ihr Verlassen um auf einem fernen Planeten eine neue Welt zu erschaffen. Obgleich Aderca als Jude unter Beobachtung der rechtsnationalen Garde stand und von diesen fast ermordet worden wäre, liebäugelte er laut den Tagebuchaufzeichnungen von Mihail Sebastian, eines Freundes und Schriftstellerkollegen, mit deren politischen Positionen.
Aderca schätzt den Führer der rechtsextremen Michaelsgarde Corneliu Zelea Codreanu. Mihail Sebastian notiert in seinen Tagebüchern, die den Zeitraum von 1935 bis 1944 umfassen, im Jahre 1941, dass Aderca den Tod des ermordeten Codreanus bedauere und meint: „Schade dass die Garde antisemitisch war… Ohne den Antisemitismus wäre ihr ein Platz in der Geschichte sicher gewesen.“
In Orasele inecate geht es um den drohenden Untergang einer Zivilisation, die (rassisch) aufgeteilt in Arbeitsmenschen, Verwaltungsmenschen und Kunstmenschen ihr Dasein auf dem Meeresgrund in künstlichen Städten fristet. Felix Aderca arbeitete von 1920 bis 1940 als Beamter im Arbeitsministerium. 
Die Internationalität des Romans korrespondiert mit neueren Forschungen zum Verständnis rumänisch-jüdischer Autoren als anderen Literaten, die von der Erfahrung der „Otherness“ geprägt sind.

## Ausgaben
- Erstdruck unter dem Pseudonym Leone Palmantini: X-O Romanul viitorului In: Realitatea ilustrata. 1932.
- Erstausgabe: Orașele înecate. Vremea, Bukarest 1936, OCLC 895212930[13].
- Neuausgabe: Orașele scufundate. Ed. tineret, Bukarest 1966, OCLC 250151258.
- Deutsche Ausgabe: Die Unterwasserstädte. Wissenschaftlich-phantastischer Roman. Deutsch von Erich Mesch. Vorwort von Franz Storch. Kriterion-Verlag, Bukarest 1970.
- Taschenbuchausgabe: Die Unterwasserstädte. Deutsch von Erich Mesch. Heyne, München 1977, ISBN 3-453-30431-4.